# Agabus poppiusi
Agabus poppiusi là một loài bọ cánh cứng trong họ Bọ nước. Loài này được Nilsson miêu tả khoa học năm 2003.